# Calleville
Calleville ist eine französische Gemeinde mit 661 Einwohnern (Stand 1. Januar 2022) im Département Eure in der Region Normandie.

## Geographie

### Lage
Calleville liegt zwischen dem Weiler La Borderie, der zu La Haye-de-Calleville gehört, im Osten und Brionne im Westen, 17 Kilometer nordöstlich von Bernay am Südwestrand des Roumois.

### Gemeindegliederung
Zur Gemeinde gehören die Weiler Les Forges, Le Coudray und Les Belles Voies.

### Klima
Die Gemeinde ist einer Klimazone des Typs Cfb (nach Köppen und Geiger) zugeordnet: Warmgemäßigtes Regenklima (C), vollfeucht (f), wärmster Monat unter 22 °C, mindestens vier Monate über 10 °C (b). Es herrscht Seeklima mit gemäßigtem Sommer.

## Geschichte

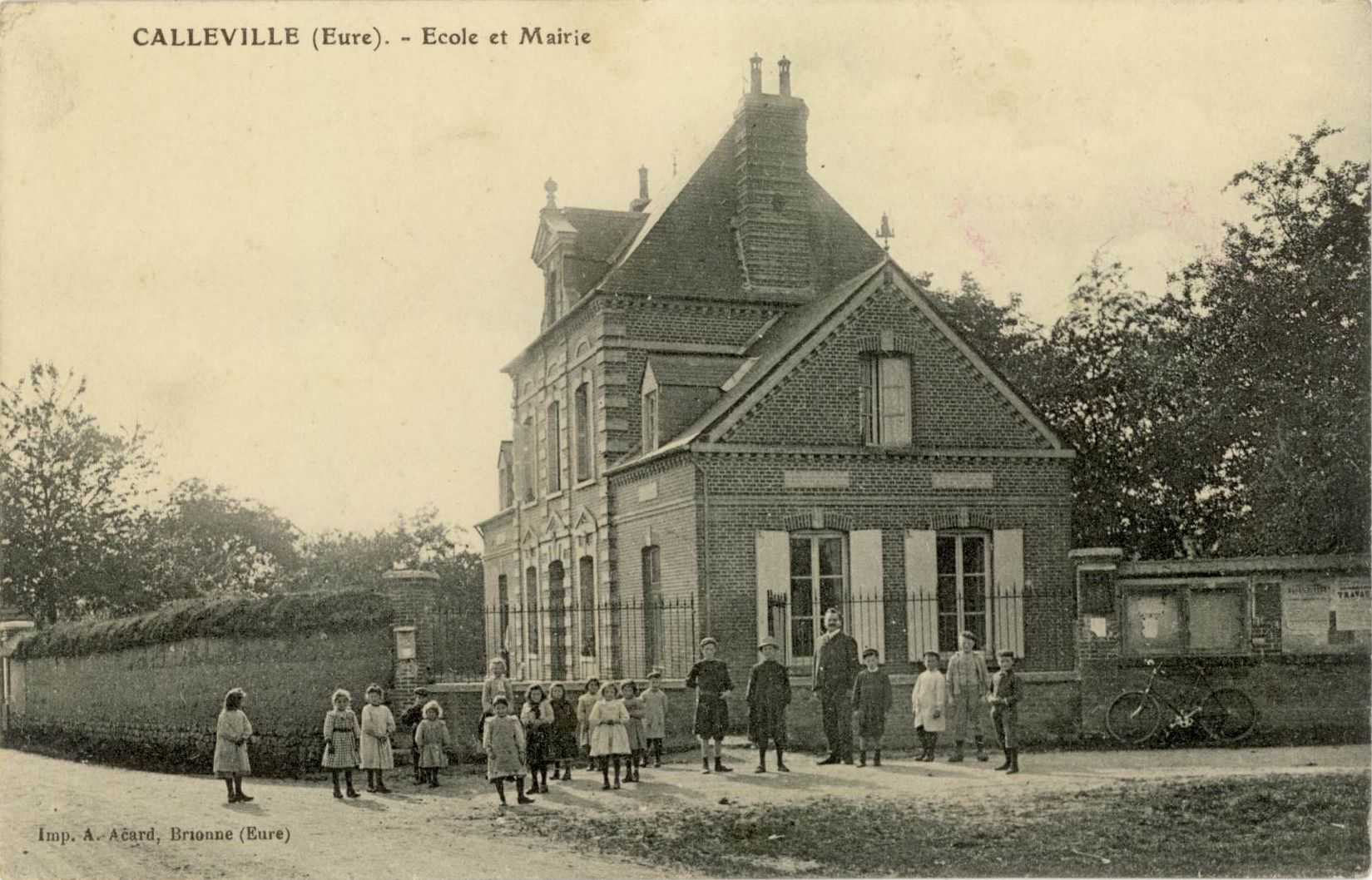
Schule und Mairie auf einer Postkarte aus dem Jahr 1900

Calleville wurde 1190 erstmals als Karlevilla urkundlich erwähnt. Laut de Beaurepaire handelt es sich um eine mittelalterliche Ortsgründung. Der Ortsname ist aus der französischen Ortsnamensendung -ville, die sich aus dem lateinischen Wort villa ,Landgut‘ entwickelt hat, und dem altnordischen Namen Karli (deutsch Karl) zusammengesetzt.
Im 12. Jahrhundert waren die Ländereien des heutigen Calleville, die am Rand des Waldes von Le Neubourg lagen, unter den Seigneurs von Harcourt und Le Neubourg aufgeteilt. Die Familie Harcourt besaß ein großes Herrenhaus in Calleville, das von einem großen Park umgeben war. Weder das Herrenhaus noch der Park sind erhalten geblieben. 1817 fand man an der Stelle, wo das Herrenhaus einst stand, glasierte Pflastersteine aus dem 14. Jahrhundert.
Gilles-André de La Roque, der Genealoge der Familie Harcourt, ordnete 1662 Robert I. d’Harcourt (nach 1078–1100) den Titel Seigneur de Calleville zu. Dies ist kein Beweis, aber immerhin ein Hinweis darauf, dass Calleville auch schon im 11. Jahrhundert aufgeteilt gewesen sein könnte. Es ist aber sicher, dass Robert II. d’Harcourt (nach 1124–1212) und Richard d’Harcourt (1212–1239) ein Lehen in Calleville besaßen. Richard lag im Streit mit dem Domkapitel von Évreux und musste 1217, um den Streit beizulegen, sechs modius Getreide an der Kirche in Calleville abliefern.
Im Jahre 1293 verzichtete der damalige Seigneur von Harcourt, Jean II. d’Harcourt (1245–1302), zugunsten der Abtei Saint-Pierre de Préaux in Les Préaux auf alle Rechte, die er bezüglich der Wälder von Saint-Pierre-de-Salerne, Saint-Cyr-de-Salerne, Brétigny und anderen Orten hatte; diese Urkunde im Kopialbuch der Abtei von Préaux wurde in Calleville datiert und gezeichnet.
Als Jean VII. d’Harcourt 1452 starb, fiel sein Lehen Calleville durch Heirat an Antoine de Vaudémont (1400–1458). Es wurde dann weitervererbt, bis es in den Besitz der Familie Guise kam, die das Lehen bis zur Französischen Revolution (1789–1799) behielten.
1793 erhielt Calleville im Zuge der Französischen Revolution den Status einer Gemeinde und 1801 das Recht auf kommunale Selbstverwaltung.

### Einwohnerentwicklung
Am meisten Callevillais (Einwohner) hatte Calleville 1836 (650), danach sank die Bevölkerungszahl bis 1921 (270). Nach 1921 wuchs die Gemeinde wieder.
| Jahr      | 1793 | 1836 | 1881 | 1921 | 1968 | 1982 | 2006 |
| --------- | ---- | ---- | ---- | ---- | ---- | ---- | ---- |
| Einwohner | 584  | 650  | 514  | 270  | 345  | 493  | 552  |

## Kultur und Sehenswürdigkeiten

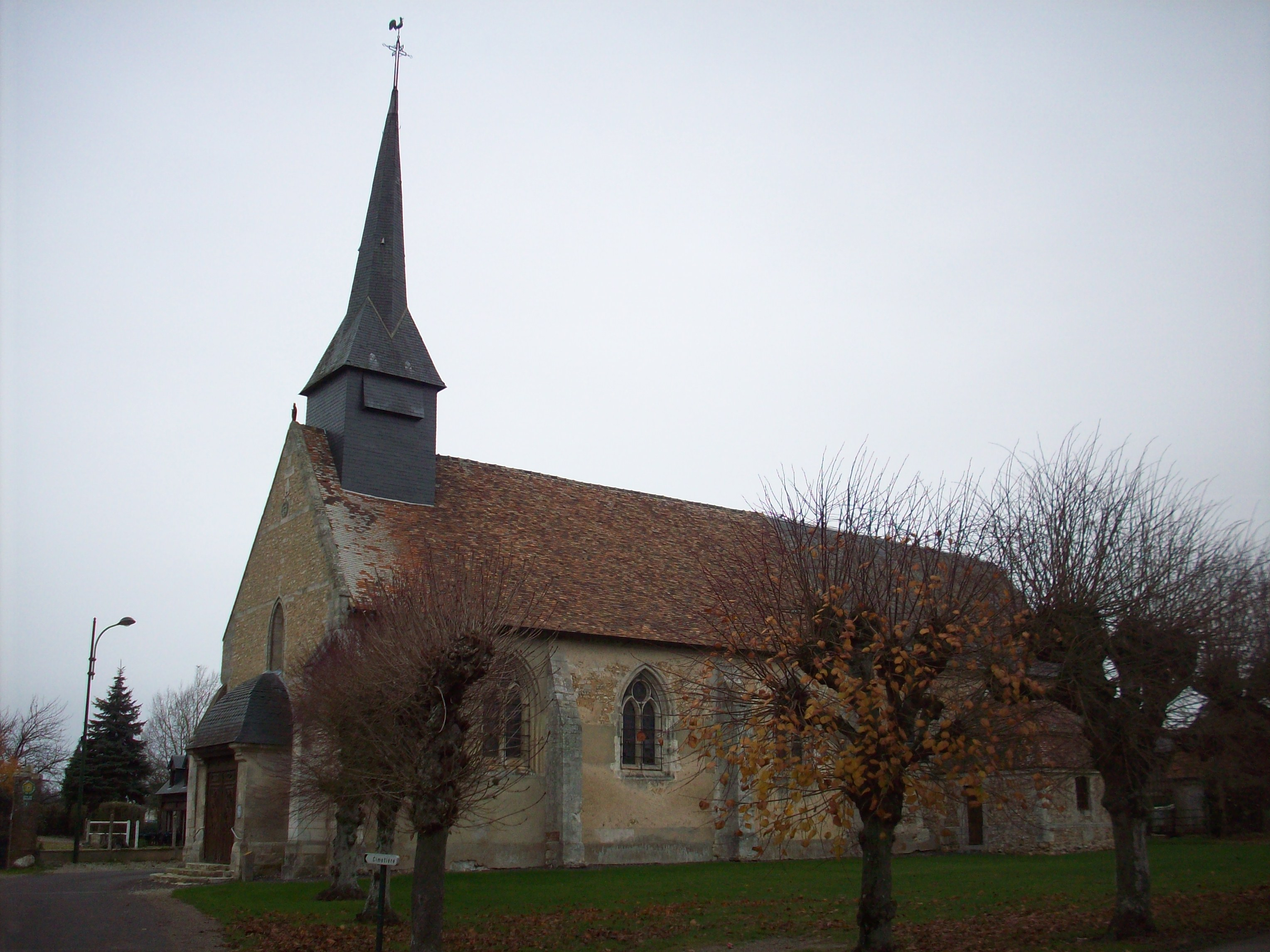
Die Kirche 2011

Die Kirche von Calleville war dem Heiligen Aignan von Orléans (358–453) geweiht. Als es in Mode kam, die Heilige Chrodechild (Sainte Clotilde) zu verehren, ernannte man sie zur Schutzpatronin. Ein Teil der Kirche stammt aus dem 12. Jahrhundert. Die Kirchenfenster wurden im 18. und 19. Jahrhundert eingebaut. In der Kirche stehen mehrere Statuen. Statuen der Heiligen Chrodechild (474–544), der Heiligen Apollonia von Alexandria und des Heiligen Helier werden noch heute als wundertätig verehrt. Die Gläubigen binden weiße Bänder um das rechte Handgelenk der Statue der Chrodechild und bitten um den Schutz ihrer Kinder vor Krankheiten. Neben der Statue des Helier sind zusätzlich mehrere Dankestafeln an der Wand angebracht.
Calleville liegt an der ehemaligen Eisenbahnstrecke, die von Évreux nach Honfleur führte. Sie ist heute auf 40 Kilometer Länge in einen Rad- und Wanderweg umgewandelt worden.
Das Atelier Les Têtes de la Ferme du Parc veranstaltet mehrmals jährlich Ausstellungen ortsansässiger Künstler.

## Wirtschaft und Infrastruktur
Auf dem Gemeindegebiet gelten geschützte geographische Angaben (IGP) für Schweinefleisch (Porc de Normandie), Geflügel (Volailles de Normandie) und Cidre (Cidre de Normandie und Cidre normand).
Es gibt eine Bibliothek in Calleville. Wichtige Erwerbszweige der Callevillais sind Ackerbau und Viehzucht.